# الجماعة الوطنية لحقوق الإنسان والقانون

شعار الجماعة

الجماعة الوطنية لحقوق الإنسان والقانون هي جماعة حقوقية مصرية أنشأتها مجموعة من الشباب المشاركين والداعين لثورة 25 يناير بهدف تعزيز حقوق الإنسان في مصر والمنطقة العربية.

## البداية
عقد الاجتماع التشاوري الأول للجماعة في 6 سبتمبر 2012، وصيغت في هذا الاجتماع ورقة عرّف فيها أعضاء الجماعة أنفسهم بأنهم «مجموعة من الشباب والشابات من خلفيات اجتماعية وثقافية ودينية مختلفة شاركوا في التمهيد للموجة الأولي من الثورة المصرية وساهموا فيها، مؤمنين بأهمية وجود جماعة من أجل تعزيز حقوق الإنسان وحمايتها، تستمد من الثورة شرعيتها ووجودها كأحد جماعات التيار الديمقراطي...».

## الأهداف
تتمثل أهداف الجماعة الوطنية في كل من:
1. نشر افكار ومبادئ الجماعة والتوعية بأهمية التنظيم في المجتمع وخاصة في صفوف أنصار الثورة وحقوق الإنسان.
2. إنشاء ومتابعة مرتكزات للجماعة منتشرة جغرافيًا وفئويًا من خلال ضم أعضاء للجماعة من المؤمنين بالثورة وحقوق الإنسان ومساعدتهم في التوعية والدفاع عن حقوق الإنسان والثورة
3. تكوين حراك شعبي للضغط لضمان تطبيق حقوق الإنسان

## كيف تعمل الجماعة الوطنية
تسعى الجماعة الوطنية لتكون منظمة عضوية يعمل بها متخصصون ومهنيون، ويشارك فيها ويديرها الأعضاء من أنصار حقوق الإنسان وفقا لتنظيم أفقي وليس هرميًا، يعتمد على مبادئ الديمقراطية والمشاركة والشفافية.
وتعمل الجماعة على ضمان مشاركة فاعلة وواسعة من القطاعات الداعمة والمؤمنة بحقوق الإنسان في المجتمع في خطط وأنشطة الجماعة، من خلال المساهمة في خلق وبناء جماعات محلية من أعضاء الجماعة مؤيدة لحقوق الإنسان تعمل على الأرض وتناضل وتكافح من أجل تغيير السياسات المناهضة لحقوق الإنسان، على أن ترتبط تلك الجماعات تنظيماً بالجماعة الوطنية وتشكل جمعيتها العمومية وجمهورها الأساسي، ويصنع أعضاء الجماعة خطط عمل واستراتيجيات الجماعة.

## آليات عمل الجماعة الوطنية
ترى الجماعة الوطنية أنه وبعد نجاح الموجة الأولي من الثورة المصرية لا بد من تغير أدوار الحركة الحقوقية لتتواكب مع التغير الحاصل في المجتمع المصري، حيث تبني الحركة الحقوقية استراتيجياتها وخططها بالمشاركة مع أنصارها وأعضائها والقطاعات المجتمعية الداعمة لها، من أجل وضع السياسات الداعمة لحقوق الإنسان والضغط لتنفيذها، وذلك بالمشاركة الفعالة والواسعة من القطاعات المؤمنة بحقوق الإنسان في المجتمع، وهو ما يقتضي تغيراً في الطبيعة التنظيمية للحركة الحقوقية من منظمات متخصصة في الدفاع عن حقوق الإنسان لمنظمات مجتمعية تعمل وفقاً لآليات تعتمد على التخصص والحرفية.

## مبادئ وقيم الجماعة الوطنية
من المبادئ والقيم الأخلاقية التي تلتزم الجماعة الوطنية بها في آليات عملها وأنشطتها: 
- القيم والمبادئ التي نادت بها الثورة المصرية (الكرامة الإنسانية، الحرية، العدالة اجتماعية).
- العمل مع النشطاء والناشطات في المنطقة العربية لدعم حقوق الإنسان والقانون، وأننا جزء من تحرك شعبي مناصر لحقوق الإنسان لجميع شعوب المنطقة.
- الاتفاقيات والمواثيق الدولية والإعلانات العالمية لحقوق الإنسان.
- الالتزام بقيم الدولة المدنية الحديثة وخاصة قيم المواطنة وعدم التمييز.
- تمثيل عادل للنساء والأقليات في هيئاتها بشكل يعبر عن تنوع المجتمع.
- الاستقلال التام عن السلطات وكذلك التنظيمات الحزبية.
- الانضمام للجماعة الوطنية والمشاركة في أنشطتها هو عمل طوعي وباستثناء فريق العمل لا يتقاضي أي من أعضاء الجماعة أي أجر أو مزايا مادية.
- يحظر على الجماعة الوطنية تلقي أموال من جهات حكومية أو أحزاب وهيئات سياسية، أيا ما كانت كما أنها لا تتلقي أي أموال من الخارج أو الداخل إلا وفقا لضوابط تضمن الاستقلال للجماعة ووفقا لقواعد الشفافية والديمقراطية الداخلية ومن كيانات أو شخصيات ليس لها تاريخ في معاداة الثورات في المنطقة العربية، على أن تعلن الجماعة الوطنية عن سياساتها المالية بشكل واضح وشفاف.
- عدم التمييز في تقديم الخدمات لضحايا انتهاكات حقوق الإنسان على أساس الدين أو الجنس أو اللون أو المعتقد أو التوجه السياسي أو الأصل الاجتماعي.

## حملات الجماعة الوطنية

### وراكم بالتقرير
مجموعة تكونت للضغط على أجهزة الدولة من خلال المساهمة في حراك شعبي ثوري لمحاكمة النظام وأفراده على جرائمهم المرتكبة ضد بنات وأبناء الشعب المصري، وتعمل المجموعة على متابعة ما توصل إليه تقرير لجنة جمع المعلومات والأدلة وتقصي الحقائق – المشكلة بالقرار الجمهوري رقم 10 لسنة 2012 – من نتائج وتوصيات، لمحاسبة المتورطين في قتل وإصابة المتظاهرين في الفترة بين 25 يناير 2011 وحتى 30 يونيو 2012، وبما لا يخل بسير المحاكمات.

### إسكندرية مابقتش مارية
«إسكندرية ما بقتش مارية»، هو شعار الحملة التي أطلقها أعضاء الجماعة الوطنية لحقوق الإنسان بالإسكندرية للتأكيد على أن الإسكندرية فقدت هذا اللقب الذي يرجع إلى آلاف السنين بسبب القمامة والمشكلات الأخرى التي تعانيها، وللضغط على أجهزة الدولة من خلال المساهمة في حراك شعبي ثوري من أجل مراقبة ومتابعة خطة تطوير وتحسين مرافق المحافظة.

## وصلات خارجية
- موقع الجماعة على شبكة الإنترنت
- حقوق دوت كوم: الجماعة الوطنية تنشر مؤشرًا للشهداء في عهد «مبارك» و«العسكر» و«الإخوان»
- بوابة فيتو: «الوطنية لحقوق الإنسان» تتهم النيابة بالتعنت مع أهالي المتوفين في ترحيلات أبو زعبل